# Troy Evans
Pour les articles homonymes, voir Evans.
Troy Evans, né le 16 février 1948 à Missoula (Montana), est un acteur américain.
Il est connu comme étant un acteur employé dans des seconds rôles, entre autres dans Urgences ou au cinéma.

## Sa carrière

### À la télévision
Sa carrière d'acteur débute vers la fin des années 1960, mais il commence sa carrière à la télévision dans les années 1980 dans des séries comme Capitaine Furillo et Riptide. Dans les années 1990, on l'a vu entre autres dans The Practice : Bobby Donnell et Associés et Notre belle famille.
Dans les années 2000, il est devenu le standardiste Frank Martin dans Urgences, où il est devenu un personnage récurrent jusqu'à la fin de la série.
On l'a vu aussi dans Juste Cause dans le rôle d'un inspecteur de police.

### Au cinéma
Sa carrière cinématographique commença en 1984 avec des films comme Piège en haute mer. Sa filmographie comprend notamment Ace Ventura, détective pour chiens et chats, Las Vegas Parano et en 2006 Le Dahlia Noir.

## Filmographie

### Cinéma
- 1984 : Rhinestone
- 1985 : Teen Wolf de Rod Daniel
- 1986 : Modern Girls
- 1987 : Aux frontières de l'aube (Near Dark) de Kathryn Bigelow
- 1987 : Un ticket pour deux (Planes, Trains & Automobiles) de John Hughes
- 1987 : Shadow in the Storm
- 1988 : Deadly Dreas
- 1989 : Halloween 5 : La Revanche de Michael Myers de Dominique Othenin-Girard
- 1990 : Martians Go Home
- 1990 : Un pourri au paradis (My Blue Heaven)
- 1990 : Men at Work
- 1991 : Pastime
- 1992 : Kuffs
- 1992 : Le Cobaye de Brett Leonard
- 1992 : Article 99
- 1992 : Piège en haute mer d'Andrew Davis
- 1992 : Love Field
- 1992 : En toute bonne foi
- 1993 : Demolition Man de Marco Brambilla
- 1994 : Prototype J-269 (Automatic)
- 1994 : Ace Ventura, détective pour chiens et chats de Tom Shadyac
- 1994 : It Runs in the Family (Une maison de fous)
- 1995 : Bodily Harm (en)
- 1995 : Drôle de singe (Born to Be Wild)
- 1996 : Ed
- 1996 : Phénomène (Phenomenon) de Jon Turteltaub
- 1996 : Fantômes contre fantômes (Robert Zemeckis Presents : The Frighteners) / (The Frighteners)  de Peter Jackson
- 1998 : Lion's Den de Rick Gough
- 1998 : Las Vegas Parano (Fear and Lothing Las Vegas) de Terry Gilliam
- 1999 : Souvenirs d'avril (I'll remember April)
- 1999 : Mon Martien bien-aimé (My Favourite Martian)
- 2000 : Daybreak, le métro de la mort (Daybreak) de Jean Pellerin
- 2002 : Shoot or Be Shoot
- 2003 : Hôtesse à tout prix (View from the Top) de Bruno Beretto
- 2003 : The Commission
- 2004 : La ferme se rebelle dessin animé de Will Finn et John Sanford (voix additionnelle en anglais)
- 2006 : Le Dahlia Noir (The Black Dahlia) de Brian De Palma

### Télévision
- 1982 : Filthy Rich (série télévisée); Capitaine Furillo (série télévisée)
- 1983 : Wizards and Warriors (série télévisée)
- 1984 : Tonnerre de feu (Blue Tender)
- 1984 : Les deux font la paire (Scarecrow and Mrs. King)
- 1984 : Mama's Family
- 1984 : Riptide
- 1984 : Obsessive Love (téléfilm)
- 1985 : Cheers
- 1985 : Capitaine Furillo
- 1985 : Deadly Messages (téléfilm)
- 1985 : Falcon Crest
- 1985 : The Rape of Richard Beck (téléfilm)
- 1987 : Starman
- 1987 : Prise au piège (Deadly Care) (téléfilm)
- 1987 : Drôle de vie (The Fact of Life) (série télévisée)
- 1988 : Tribunal de nuit (Night Count)
- 1988 : What's Happening Now ! (série télévisée)
- 1988 : Rick Hunter (Hunter) (série télévisée)
- 1988 : Mes deux papas (My Two Dads) (série télévisée)
- 1988 : CBS Summer Playhouse (série télévisée)
- 1988 : La Loi de Los Angeles (L.A. Law) (série télévisée)
- 1988 : The Revenge of Al Capone (Téléfilm)
- 1989 : The Hollywood Detective (téléfilm)
- 1989 : Matlock (série télévisée)
- 1990 : Miracle Landing (téléfilm)
- 1990 : Mystères à Twin Peaks (série télévisée)
- 1990 : Guess Who's Coming for Christmas ou UFO Café (série TV)
- 1989 - 1991 : China Beach (série TV)
- 1991 : Good & Evil (série TV)
- 1991 : Twin Peaks (série TV)
- 1990 et 1992 : Les contes de la crypte Tales from the Crypt) (série TV)
- 1991 - 1993 : Corky, un adolescent pas comme les autres (Lifes Goes On) (série TV)
- 1994 : Thea (série TV)
- 1994 : Hearts Afire (série TV)
- 1994 : Le Fléau (Stephen King's The Stand) de Mick Garris (TV)
- 1994 : Great Dolphin Beat (téléfilm)
- 1994 : Le Rebelle (Renegade) (série TV)
- 1994 : Tel père, tel scout (Father and Scout) (téléfilm); Les Cris du cœur (Cries from the Heart) (téléfilm); Arabesque (Murder, she wrote) (série TV)
- 1994 : Lily in Winter (TV film)
- 1994 : Life with Louie : A Christmas Surprise for Mrs. Stillman (voix) (Téléfilm)
- 1994 - 1995 : Notre belle famille (Step by step) (série TV)
- 1995 : ABC Weekend Specials (TV)
- 1995 : Courthouse (série tv)
- 1995 : Kirk (série TV)
- 1995 : Les monstres (Here Come the Munsters) (téléfilm)
- 1995 : Un privé à Malibu (série TV); La Vie à tout prix (Chicago Hope) (série TV)
- 1995 : Papa bricole (série TV)
- 1996 : Sans alternative (Woman Undone) (téléfilm)
- 1996 : Loïs et Clark : Les Nouvelles Aventures de Superman : (série télé)
- 1996 : Coup de sang de Jonathan Kaplan (téléfilm)
- 1996 : Townies (série télé)
- 1996 : The Real Adventures of Jonny Quest (série télé)
- 1996 : The Jerry Foxworthy Show (série TV)
- 1996 : Jeux d'espions (Spy Game) (série TV)
- 1996 - 1997 : Incorrigible Cory (série TV)
- 1997 : La Vie à cinq (série TV)
- 1997 : Gun (série TV)
- 1997 : Beauté criminelle (téléfilm)
- 1997 : Total Security (série télé)
- 1997 : The Practice : Bobby Donnell et Associés (série télévisée);
- 1997 : The Jamie Foxx Show (série télévisée)
- 1998 : Profiler (série télé)
- 1998 : Diagnostic : Meurtre (Mort Suspecte) (série télévisée)
- 1998 : Penascola (série télé)
- 1998 : Any Day Now (série télé)
- 1998 : Good Versus Evil (série télé)
- 1999 - 2001 : Providence (série télé)
- 2000 : Dieu, le diable et Bob (série télé)
- 2000 : Le Flic de Shanghaï (série télé)
- 2000 : Alien Fury : Countdown to Invasion (téléfilm)
- 2000 : Love & Money (série)
- 2001 : Boston Public (série télé)
- 2001 : Reba (série télé)
- 2001 : Mon ami Sam (téléfilm)
- 1999 - 2002 : Becker (série télé)
- 2002 : FBI : Portés disparus (série télé)
- 2002 - 2003 : Division d'élite (série télé)
- 2003 : Les Experts : Miami (série télé)
- 2004 : Tiger Cruise (Téléfilm)
- 2005 : Miss Détective : Le prix à payer (téléfilm)
- 2005 - 2006 : Close to Home (série télé)
- 2006 - 2007 : The Game (série télé)
- 1994 - 2007 : Urgences (série télé)
- 2015 - 2019 : Harry Bosch (série télé)